# Vanherdeja
Vanherdeja (lat. Vanheerdea), rod trajnica iz porodice čupavica (Aizoaceae) raširen poi krajnjem jugu Afrike. Postoje tri priznate vrste
Rod je opisan 1992.

## Vrste
1. Vanheerdea divergens (L.Bolus) L.Bolus ex S.A.Hammer
2. Vanheerdea primosii (L.Bolus) L.Bolus ex H.E.K.Hartmann
3. Vanheerdea roodiae (N.E.Br.) L.Bolus ex H.E.K.Hartmann